# ميزوتش
ميزوتش (الأوكرانية: Мізоч؛ الروسية: Мизоч؛ البولندية: Mizocz؛ اليديشية: מיזאָטש) هي مستوطنة ريفية في زدولبونيف رايون، ريفنا، أوكرانيا، 30 كم من ريفنو. بلغ عدد سكانها 3,329 (2022 احصائيه).